# Diaraf Diouf
Pour les articles homonymes, voir Diouf.
Diaraf Diouf né le 4 février 1925 et mort le 16 mai 2006, est ingénieur et homme politique sénégalais, plusieurs fois ministre avant et après l'indépendance.

## Biographie
Né le 4 février 1925 à Saint-Louis, Diaraf Diouf fréquente dans sa ville natale l'École primaire supérieure Blanchot, puis se forme au métier d'ingénieur à l'École nationale technique de Strasbourg (ENTS, aujourd'hui INSA), section Travaux publics, entre 1948 et 1951. À son retour au Sénégal, il adhère à l'Union démocratique sénégalaise (UDS) qui, au fil des fusions, formera le Bloc populaire sénégalais (BPS), puis l'Union progressiste sénégalaise (UPS).
Alors que Pierre Lami et Mamadou Dia sont respectivement président et vice-président du Conseil de Gouvernement, Diaraf Diouf est nommé ministre de la Coopération et de la Mutualité dans le gouvernement du 18 juin 1958. Comme d'autres membres du gouvernement – Amadou Mahtar M'Bow et Latyr Camara – il en démissionne quelques mois plus tard pour marquer son désaccord avec la direction de l'Union progressiste sénégalaise (UPS) au sujet du référendum du 28 septembre 1958, car ils sont favorables à une indépendance immédiate. Avec Abdoulaye Ly et d'autres cadres du parti, ils créent le Parti du regroupement africain-Sénégal (PRA-Sénégal) qui prône le « non » au référendum.
Sur le plan professionnel, il rejoint son ami Khalilou Sall qui a fondé en 1962 le bureau d'études ORGATEC.
Déjà conseiller municipal à Kaolack, il est élu député le 25 janvier 1968.
Diaraf Diouf revient au gouvernement, à la tête d'un ministère relevant de sa spécialité, celui des Travaux publics, de l’Urbanisme et des Transports, dans le gouvernement formé par Abdou Diouf, alors Premier ministre, le 5 avril 1973. Il est reconduit lors du remaniement du 16 février 1974.
Il meurt le 16 mai 2006 à Dakar.